# Sarcus (plaats)
Sarcus is een gemeente in het Franse departement Oise (regio Hauts-de-France) en telt 265 inwoners (2004). De plaats maakt deel uit van het arrondissement Beauvais.

## Geografie
De oppervlakte van Sarcus bedraagt 13,3 km², de bevolkingsdichtheid is 19,9 inwoners per km².
De onderstaande kaart toont de ligging van Sarcus (plaats) met de belangrijkste infrastructuur en aangrenzende gemeenten.

## Demografie
Onderstaande figuur toont het verloop van het inwonertal (bron: INSEE-tellingen).